# Еразамуйн
Еразамуйн (арм. Երազամույն) — храм, посвящённый древнеармянскому богу Тиру. Находился храм за пределами Арташата, недалеко от дороги в Вагаршапат. Точная этимология неизвестна, однако исследователи полагают, что Еразамуйн переводится как «Толкователь снов», что напрямую связано с культом Тира, как толкователя снов, писца и прорицателя. Учёные предполагают, что в храме Тира обучали дисциплинам, таким как толкование снов, письмо и риторика. Тем самым, учитывая схожесть в эллинистические времена Тира с Аполлоном, храм представлял собой подобие святилища Дельфийского оракула. Нередко Еразамуйн называли Хранилищем или Диваном писца Арамазда, то есть Тира.
Храм упоминается в труде Агафангела «История Армении», в которой приведены строки об уничтожении царём Трдатом III храма посвящённому Тиру: По дороге царь [Трдат] разрушил и сжёг храм толкования снов Еразамуйн, воздвигнутый в честь бога Тира, писца бога Ормузда.. Вместе с соседним храмом Анаит, Еразамуйн составлял храмовый комплекс.